# 俺のセンセイ
『俺のセンセイ』は、第28回フジテレビヤングシナリオ大賞受賞作『ぼくのセンセイ』を原作として、2016年12月25日深夜25:00 - 26:00に、フジテレビで放送された単発テレビドラマ。

## 概要
人気ロックバンド・エレファントカシマシのボーカルである宮本浩次がドラマ初主演を務めたドラマ。。全編を通しエレファントカシマシの楽曲を使用している。
エレカシの大ファンである、うすた京介がカメオ出演している。
放送後、TVer、FODで期間限定で配信された。

## あらすじ
休業中の売れない漫画家、西 虎太郎は編集者から、若手漫画家・郡司すみれのアシスタントを依頼される。虎太郎は、生活もあるために渋々引き受ける。虎太郎は久しぶりに漫画を書き始めたがセンスが古いと徹底的にけなされてしまう。しかし虎太郎は、久しぶりに漫画に触れたことで、もう一度やる気を取り戻すようになっていく。

## 登場人物
西虎太郎
演 - 宮本浩次
漫画家。46歳。ペンネームは「にしの 西男」。10年前に大ヒット作品「どすこいヤスシ」を生み出すがスランプから活動休止、以降も休業状態となり、印税も底をつき生活難となり、結婚し娘をもうけるが現在は別居中。
郡司すみれ
演 - 石橋杏奈
人気漫画家。気難しくて口が悪く、思ったことをハッキリ言う。そのためアシスタントもすぐに辞めてしまう。虎太郎をアシスタントに迎えた理由は、実は「どすこいヤスシ」が漫画家を目指すきっかけだった。
織田栄二郎
演 - 佐藤二朗
編集長。虎太郎とは当時の担当をしてから長い付き合い。
内村清隆
演 - 小出恵介
街で見かけた虎太郎に、すみれのアシスタントに誘う。
西奈緒子
演 - 小野花梨
虎太郎の娘。現在は別居中の妻と暮らす。
郡司かおり
演 - 赤座美代子
すみれの祖母。入院中。
寿司屋
演 - うすた京介

## 劇中曲
- 友達がいるのさ
- 四月の風
- 笑顔の未来
- ガストロンジャー
- 今宵の月のように
- 月夜の散歩
- 戦う男
- 夢を追う旅人

## スタッフ
- 脚本 - 小島聡一郎
- 主題歌 - エレファントカシマシ「悲しみの果て」
- 演出 - 三橋利行
- 取材協力 - 集英社「グランドジャンプ」
- 漫画制作 - 金丸栄一、菅沼遼平
- 漫画取材協力 - 今井ユウ、石川ヒロヂ
- 医療監修 - 山本昌督
- アクション - SEALS（高橋昌志）
- 技術協力 - バスク
- プロデュース - 金城綾香（『5→9〜私に恋したお坊さん〜』他）
- 制作協力 - FILM LLP
- 制作著作 - フジテレビ